# Klooster Schaer

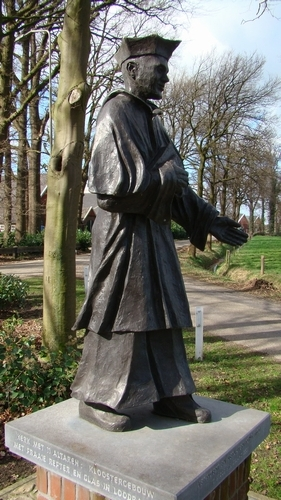
Kanunnik van het klooster Schaer in de kleding van zijn Orde

Het klooster Schaer was een klooster in de provincie Gelderland. Het werd gesticht in 1429 en hoorde tot de orde van de Moderne Devotie. Het klooster lag in buurtschap 't Klooster, twee kilometer ten noorden van Bredevoort aan de linkeroever van de Schaarsbeek.

## Geschiedenis
Kort na de stichting van het klooster Domus Beatae Mariae in Nazareth (De doopnaam) gingen de kloosterlingen zich actief bezighouden met de zorg aan de studerende jeugd en verbetering van de leefomstandigheden van de bevolking. In 1522 werden er nog vele verbeteringen aangebracht. Het uurwerk en de klepklok werden in 1596 naar de Sint-Joriskerk overgeplaatst. De klepklok hangt daar nog altijd, het uurwerk is ter bezichtiging aanwezig op de zolder van het Museum Frerikshuus. In 1597 kwam het einde voor dit klooster tijdens het beleg van Bredevoort. De voormalige kloosterkerk is uiteindelijk in de opvolgende jaren afgebroken.

## Moderne Devotie
De Moderne Devotie (Latijn: Devotio moderna) is een spirituele beweging binnen de middeleeuwse katholieke Kerk die opkwam aan het eind van de veertiende eeuw. Hun voornaamste bezigheid was de zorg voor de studerende jeugd en de verbetering van de leefomstandigheden van de bevolking. De grondlegger van de Moderne Devotie was Geert Grote (1340-1384). Na zijn dood volbracht zijn volgeling Florens Radewijns de wens van Grote door een klooster te stichten: Windesheim (ongeveer 10 km ten zuiden van Zwolle) aan de IJssel. De Congregatie van Windesheim bestond op haar hoogtepunt, omstreeks 1510, uit ruim honderd kloosters, hoofdzakelijk in Nederland en rondom Keulen. Het klooster Nazareth was hier een van, aan de rand van de Schaersheide en het ondoordringbare veengebied bij Bredevoort. Dit werd de Domus Beatae Mariae in Nazareth, in de praktijk klooster Schaer genoemd. De grond was in 1429 beschikbaar gesteld door Derk van Lintelo, een edelman wonende op de havezate Walfort. De spirituele invloed is bewaard gebleven in muurschilderingen van de oude Sint-Jacobuskerk te Winterswijk, dat bij de heerlijkheid Bredevoort behoorde.

## Kloosterterrein
Uit veld- en archiefonderzoek blijkt dat het niet een groot klooster was, maar heeft altijd een prominente plaats ingenomen in de voormalige heerlijkheid Bredevoort. De omtrek van het kloostergebied is goed te traceren. Veldnamen zijn nog herkenbaar, terwijl de restanten op een boerenerf hun herkomst verraden. Ook zijn er aanwijzingen dat er aan de bouw van het klooster door de Windesheimers al een ‘klooster’ vooraf is gegaan. Begin twintigste eeuw werd er bij graafwerkzaamheden nog een kruisbeeld en een schedel gevonden. Ook is op het terrein nog de Kloosterschans aanwezig. Het kloosterterrein heeft opvallend veel overeenkomsten met dat van de Cisterciënzers van Burlo, net over de grens bij Winterswijk. In 1978 zijn de zichtbare bovengrondse muurresten gesloopt. Onder de boerderij ter plaatse is nog een kloosterkelder met tongewelf aanwezig.

## Buurtschap
De buurtschap 't Klooster herinnert nog in naam aan die late Middeleeuwen. Sinds 1980 is het een zelfstandige buurtschap in de gemeente Aalten. Het 25-jarig jubileum was aanleiding om het religieuze erfgoed weer naar voren te halen. Het Kloosters Belang heeft o.a. met de medewerking van de Sint-Helenaparochie in Aalten en een historische werkgroep van leerkrachten, lesmaterialen ontwikkeld. Daarnaast is er op 5 november 2005 een beeld onthuld van een bewoner van klooster Schaer in de kleding van zijn Orde (reguliere kanunniken van Sint-Augustinus). Op de sokkel staat het kloosterzegel uit 1460 afgebeeld: Maria met kind en een kloosterling, die het Ave Maria bidt.

## Legende en goudschat
De laatste prior vluchtte in 1597 voor het leger van Prins Maurits, op weg naar Bredevoort. De kloosterbewoners vonden het veiliger ook de benen te nemen. Kort daarna werd het gebouw door rondtrekkende soldaten vernield. Vanaf die tijd gaat het verhaal dat de vluchtende kloosterlingen een schat hebben weggestopt in de grond. Hij werd begraven onder de derde hulststruik achter de schaapskooi, maar niemand weet meer waar de schaapskooi eenmaal heeft gestaan. Een eenmaal zal die schat weer opgedolven kunnen worden, aangewezen door “hemelse tekenen”. Dan zal er een vreemd licht zijn in de nacht, tot er een zwarte haan zal kraaien. Het vreemde licht in de nacht was inderdaad te zien in de nacht van de 13 op 14 september 1943, toen er een nachtregenboog te zien was. Omdat er in die nacht veel bommenwerpers in de lucht waren, waren er nog veel mensen die niet sliepen en die dit zeldzame gebeuren hebben gezien. Of de zwarte haan gekraaid heeft is niet bekend.